# Bocas de Kotor

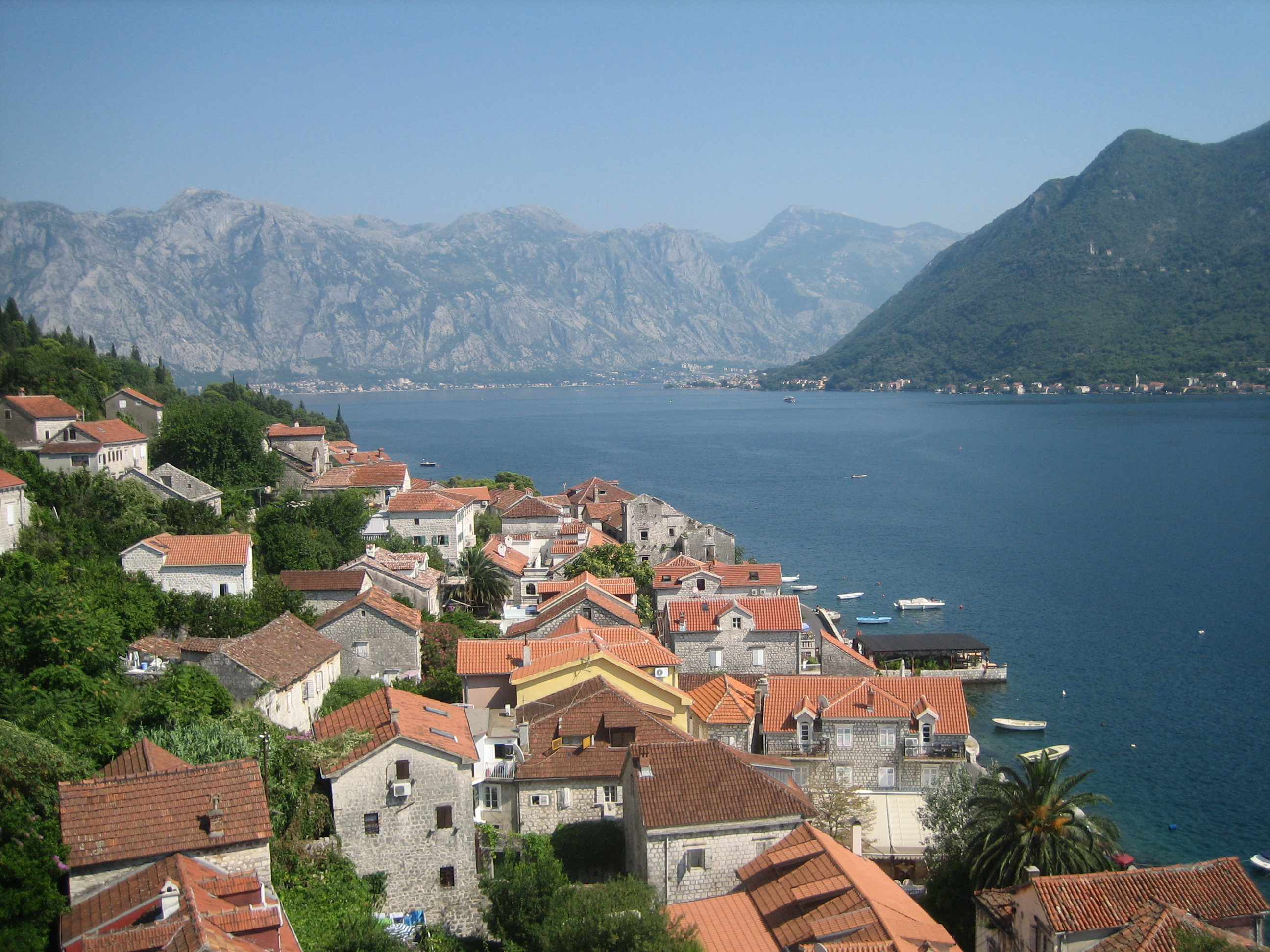
Perast e a Baía de Kotor a partir da Igreja de São Nicolau.

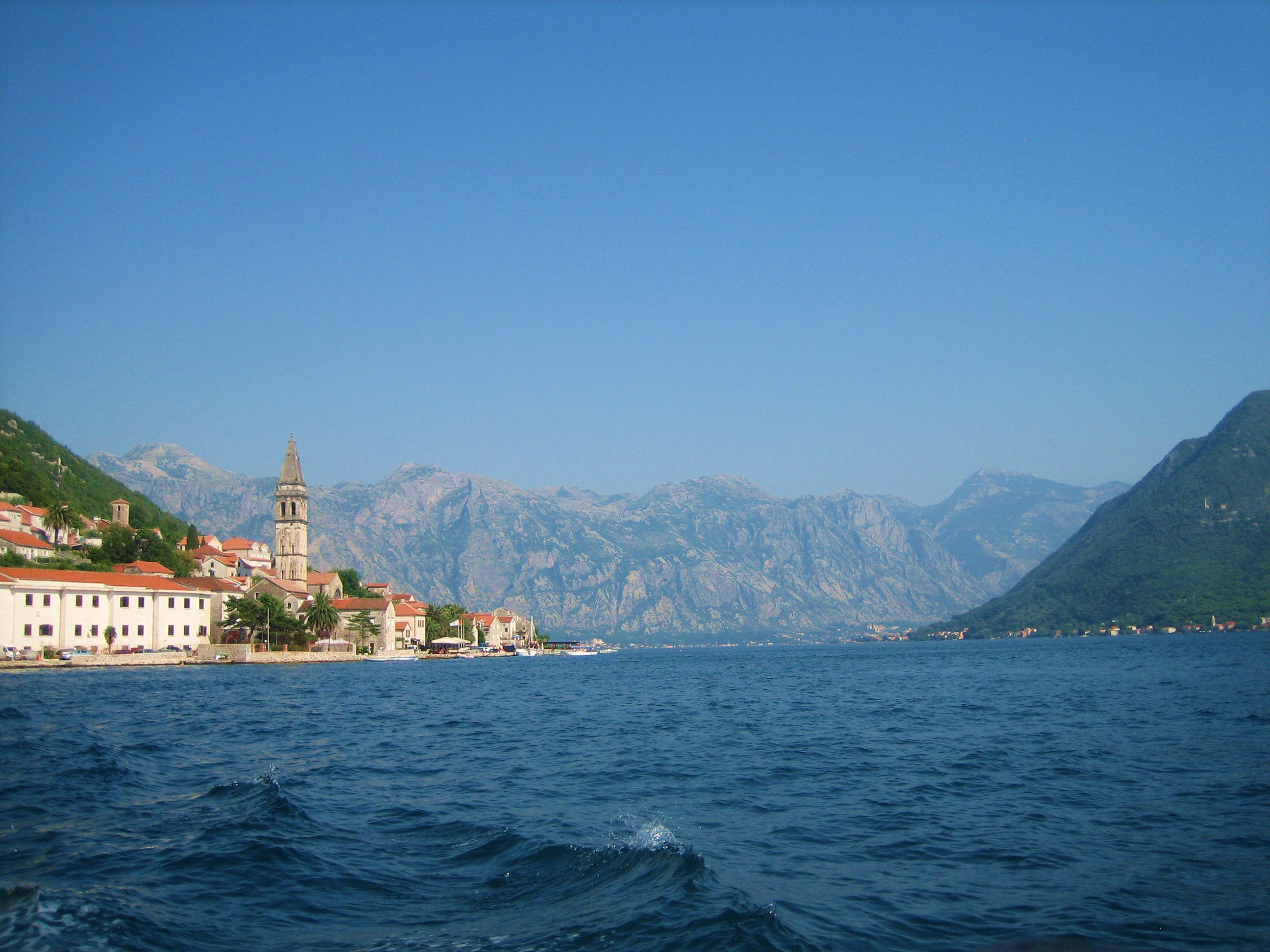
Baía de Kotor.

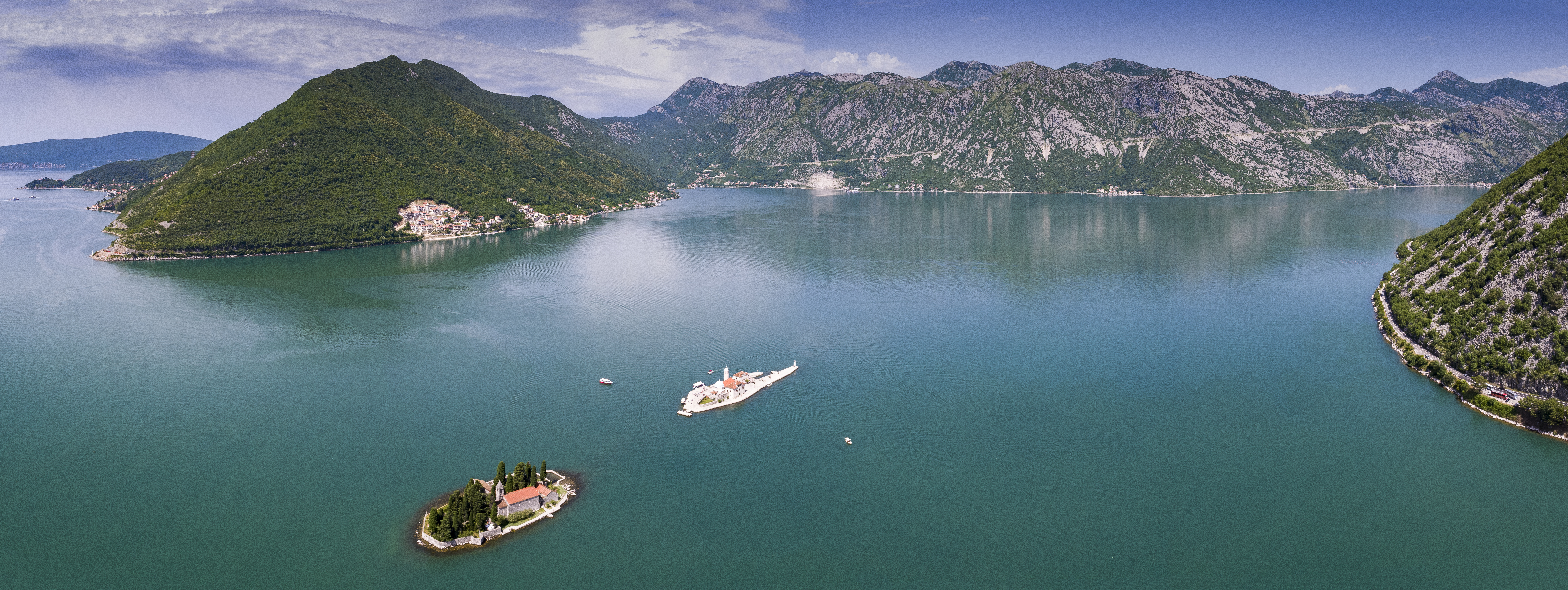
Vista sobre a Baía de Kotor.

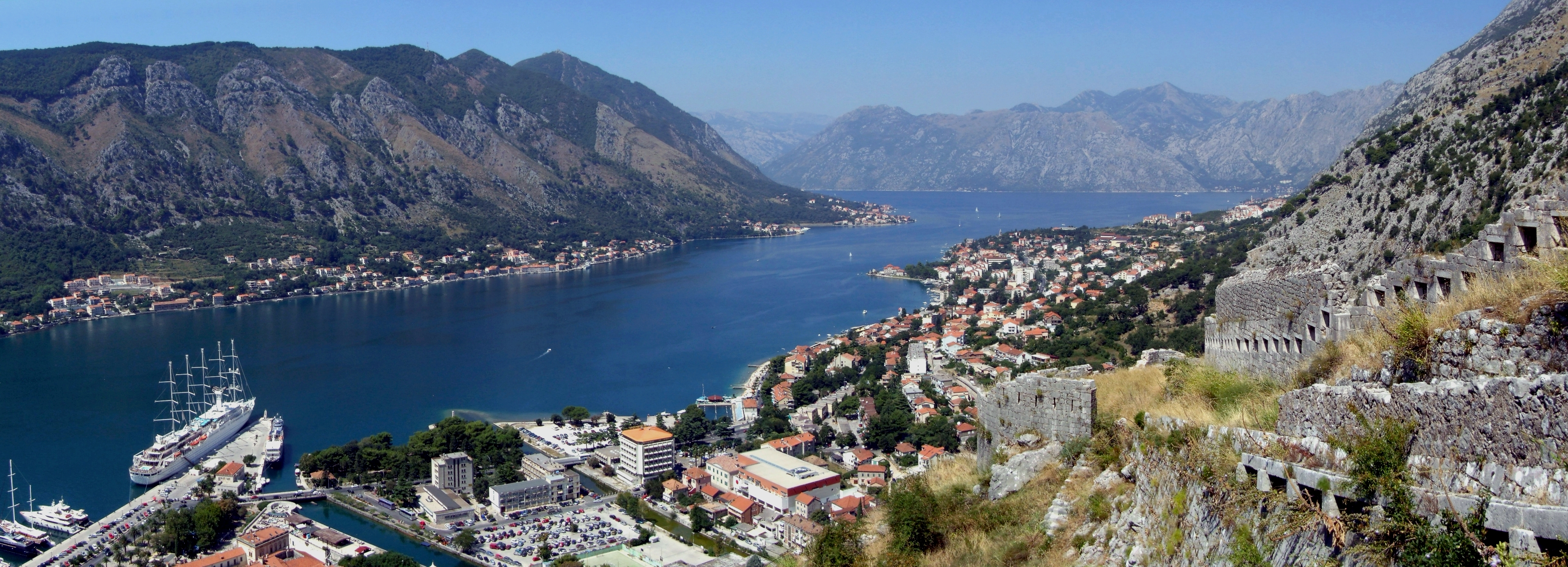
Kotor e Boka kotorska.

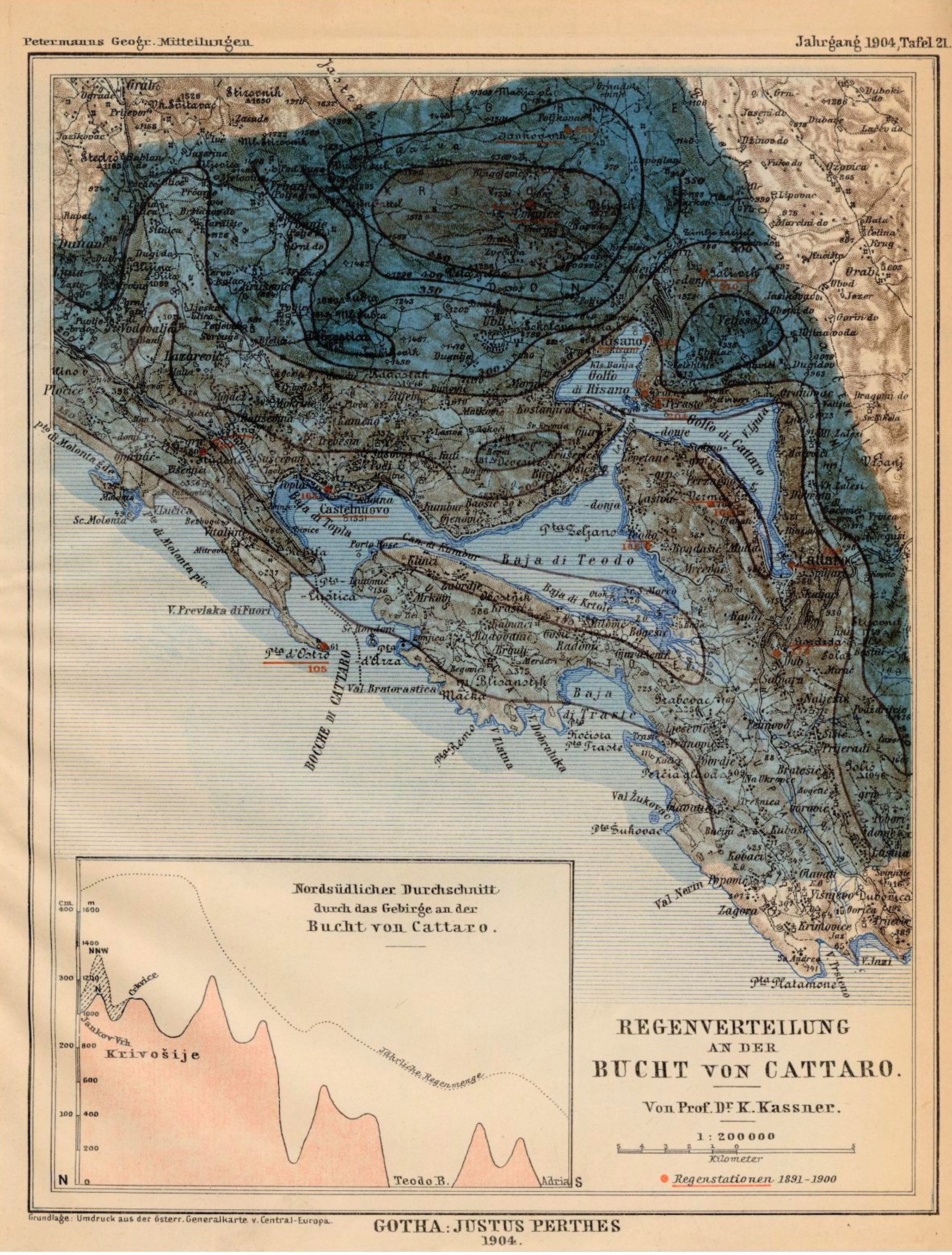
Mapa da distribuição da chuva na região mais chuvosa da Europa, pelo meteorologista Carl Kassner, 1904.

Bocas de Kotor (em servo-croata: Boka Kotorska; italiano: Bocche di Cattaro; em cirílico sérvio: Бока которска), também Baía de Kotor ou Bocas de Cattaro, é uma extensa ria, um vale fluvial submerso, situada na costa balcânica do Mar Adriático, na zona fronteiriça entre a Croácia e o Montenegro. A ria, com  87 km2 de área, formada pelo desfiladeiro submerso do extinto rio Bokelj, que outrora corria do topo dos planaltos do monte Orjen, penetra cerca de 28 km terra adentro por entre as montanhas dos Alpes Dináricos, gerando uma paisagem semelhante a um fiorde, razão pela qual a baía é frequentemente considerada o fiorde mais meridional da Europa. O nome deriva da cidade de Kotor, no Montenegro, o principal povoado existente nas suas costas. A zona interior da ria integra a lista do Património Mundial da Convenção para a Proteção do Património Mundial, Cultural e Natural da UNESCO e é uma das principais atracções turísticas do Montenegro.

## Descrição
As Bocas de Kotor, local também conhecida como Boka, é uma baía sinuosa do Mar Adriático no sudoeste do Montenegro com a maior parte da costa do Montenegro centrada em torno da baía. É também a parte mais meridional da região histórica da Dalmácia. À entrada da baía encontra-se Prevlaka, uma pequena península no sul da Croácia. A baía é habitada desde a Antiguidade. As suas cidades medievais bem preservadas de Kotor, Risan, Tivat, Perast, Prčanj e Herceg Novi, juntamente com os seus arredores naturais, são grandes atracções turísticas. A Região Natural e Histórico-Cultural de Kotor foi designada Património Mundial da UNESCO em 1979. As suas numerosas igrejas e mosteiros ortodoxos e católicos atraem numerosos visitantes.

### Geografia
A baía tem cerca de 28 km de comprimento, com uma linha costeira que se estende por 107,3 km. Está rodeada por dois maciços dos Alpes Dináricos: as montanhas de Orjen, a oeste, e as montanhas de Lovćen, a leste. A secção mais estreita da baía, o troço de 2300 m  longo Estreito de Verige, tem apenas 340 m de largura no seu ponto mais estreito. A baía é uma ria do desaparecido rio Bokelj, que fluia dos planaltos das altas montanhas do Monte Orjen.
A baía é composta por várias baías mais pequenas e largas, unidas por canais mais estreitos. A entrada da baía era anteriormente um sistema fluvial. Os processos tectónicos e de carstificação levaram à desintegração deste rio. Após fortes chuvas, surge a cascata da nascente de Sopot em Risan, e Škurda, outra nascente bem conhecida, corre através de um desfiladeiro a partir de Lovćen.
A parte mais exterior da baía é a baía de Tivat. Do lado do mar, encontra-se a baía de Herceg Novi, na entrada principal da baía de Kotor. As baías interiores são a baía de Risan, a noroeste, e a baía de Kotor, a sudeste.
O estreito de Verige representa a secção mais estreita da baía e situa-se entre o cabo de São Nedjelja e o cabo Opatovo, separando a baía interior a leste do estreito da baía de Tivat.

### Clima
A baía situa-se na zona do clima mediterrânico e a norte na zona do clima subtropical húmido, mas a sua topografia peculiar e as suas altas montanhas fazem dela um dos locais mais húmidos da Europa, com as zonas habitadas mais húmidas da Europa (embora alguns glaciares islandeses sejam mais húmidos). 
Os Alpes Dináricos litorais e as montanhas Prokletije (as Montanhas Enfeitiçadas) recebem a maior parte da precipitação, levando a que pequenos glaciares sobrevivam bem acima da isoterma média anual dos 0 ºC. As trovoadas de novembro deixam cair por vezes grandes quantidades de água. Em contraste, em agosto a área está frequentemente completamente seca, dando origem a incêndios florestais. Com uma descarga máxima de 200 m³/s, uma das maiores nascentes cársicas conhecidas, a nascente de Sopot, reflecte esta variação sazonal. A maior parte do tempo está inativa, mas depois de uma chuva forte surge uma cascata cerca de 20 m acima das águas da Baía de Kotor.
| Estação      | Altitude [m] | Tipo  | Características                                                                   | Precipitação [mm] | Neve         |
| ------------ | ------------ | ----- | --------------------------------------------------------------------------------- | ----------------- | ------------ |
| Veliki kabao | 1894         | D     | clima mediterrânico perhúmido de neve                                             | c. 6250           | ap. 140 dias |
| Crkvice      | 940          | Cfsb  | (fs= sem secura estival), clima mediterrânico perhúmido de montanha               | 4926              | 70 dias      |
| Risan        | 0            | Cs’’a | (s’’= dupla estação de chuvas no inverno), clima perhúmido da costa mediterrânica | 3500              | 0.4 dias     |

* esquema de classificação de Wladimir Köppen.
Dois sistemas de vento têm importância ecológica: o Bora e o Jugo. Os ventos fortes e frios do tipo Bora aparecem no inverno e são mais severos na Baía de Risan. As rajadas atingem 250 km/h e podem provocar uma descida significativa da temperatura do ar durante várias horas com fenómenos de congelação. As situações de tempo de Bora são frequentes e os marinheiros guiam-se pelas montanhas, uma vez que as nuvens em forma de boné indicam um evento de Bora iminente. O Jugo é um vento quente e húmido que traz chuva forte que, embora apareça durante todo o ano, concentra-se geralmente no outono e na primavera.
Intervalos mensais e anuais de precipitação:
| Estação        | Período   | Altitude [m] | I   | II  | III | IV  | V   | VI  | VII | VIII | IX  | X   | XI  | XII | I-XII [mm/m²a] |
| -------------- | --------- | ------------ | --- | --- | --- | --- | --- | --- | --- | ---- | --- | --- | --- | --- | -------------- |
| Herceg Novi    | 1961–1984 | 40           | 230 | 221 | 183 | 135 | 130 | 73  | 28  | 45   | 160 | 181 | 326 | 262 | 1974           |
| Risan          | 1961–1984 | 40           | 405 | 342 | 340 | 235 | 153 | 101 | 66  | 123  | 188 | 295 | 423 | 434 | 3105           |
| Grahovo        | 1961–1984 | 710          | 351 | 324 | 305 | 251 | 142 | 94  | 55  | 103  | 202 | 416 | 508 | 473 | 3224           |
| Podvrsnik      | 1961–1984 | 630          | 407 | 398 | 367 | 305 | 151 | 101 | 77  | 132  | 238 | 465 | 593 | 586 | 3820           |
| Vrbanj         | 1961–1984 | 1010         | 472 | 390 | 388 | 321 | 181 | 104 | 70  | 122  | 224 | 369 | 565 | 536 | 3742           |
| Knežlaz        | 1961–1984 | 620          | 547 | 472 | 473 | 373 | 207 | 120 | 72  | 136  | 268 | 400 | 629 | 661 | 4358           |
| Crkvice        | 1961–1984 | 940          | 610 | 499 | 503 | 398 | 198 | 135 | 82  | 155  | 295 | 502 | 714 | 683 | 4774           |
| Ivanova Korita | 1960–1984 | 1350         | 434 | 460 | 742 | 472 | 128 | 198 | 74  | 46   | 94  | 300 | 694 | 972 | 4614           |
| Goli vrh       | 1893–1913 | 1311         | 271 | 286 | 307 | 226 | 188 | 148 | 75  | 70   | 215 | 473 | 415 | 327 | 3129           |
| Jankov vrh     | 1890–1909 | 1017         | 424 | 386 | 389 | 346 | 212 | 124 | 55  | 58   | 202 | 484 | 579 | 501 | 3750           |

### Hidrologia
- Sistema hidrológico: hidrologia cársica ca. 4000 km2, Sopot, Škurda, com fontes submersas.
- Área de água: 87 km2
- Profundidade máxima: 60 m
- Profundidade média: 27.3 m
- Volume de água:24,12306 km3 (ca. 2.4 mrd m3)
- Ponto mais alto: Orjen (1894 m)
- Ponto mais baixo: superfície do mar (0 m)
- Comprimento: 28,13 km
- Ponto mais largo: 7 km
- Ponto mais estreito: || 0.3 km

### Demografia
O povo bokelj (Бокељ) (pl. Бокељи, bokelji) são os habitantes da região das Bocas de Kotor (daí o nome) e regiões adjacentes (perto das cidades de Kotor, Tivat, Herceg Novi, Risan e Perast). Trata-se de uma comunidade de etnia eslava do sul, muitos dos quais se identificam nacionalmente como montenegrinos, sérvios ou croatas. A maioria é ortodoxa oriental, enquanto alguns são católicos romanos.
De acordo com o recenseamento de 2011 do Montenegro, a população total de Boka kotorska era de 67 456 habitantes. Relativamente à composição étnica, em 2011 havia 26 435 (39,2%) sérvios, 26 108 (38,7%) montenegrinos e 4 519 (6,7%) croatas.

| - Herceg Novi - 30 864: - Sérvios - 15090 (48,89%) - Montenegrinos - 10395 (33,68%) - Croatas - 662 (2,14%) - Filiação regional - 367 (1,19%) - Romani - 258 (0,84%) - Etnia muçulmana - 160 (0,52%) - Jugoslavos - 157 (0,5%) - Russos - 118 (0,38%) - Sérvios-montenegrinos - 98 (0,32%) - Macedónios - 95 (0,3%) - Outros - 556 (1,79%) - Não declarados - 2908 (9,42%) | - Kotor – 22 601: - Montenegrinos - 11 047 (48,88%) - Sérvios - 6.910 (30,57%) - Croatas - 1.553 (6,87%) - Filiação regional - 178 (0,79%) - Albaneses - 102 (0,45%) - Jugoslavos - 93 (0,41%) - Romani - 74 (0,33%) - Russos - 70 (0,3%) - Etnia muçulmana - 64 (0,28%) - Ashkali e egípcios dos Balcãs - 63 (0,28%) - Outros - 500 (2,21%) - Não declarados - 1946 (8,61%) | - Tivat – 13 991: - Montenegrinos - 4 666 (33,25%) - Sérvios - 4.435 (31,61%) - Croatas - 2.304 (16,42%) - Etnia muçulmana - 114 (0,81%) - Filiação regional - 109 (0,78%) - Albaneses - 97 (0,69%) - Bósnios - 96 (0,68%) - Jugoslavos - 61 (0,43%) - Eslovenos - 57 (0,41%) - Russos - 56 (0,4%) - Outros - 411 (2,94%) - Não declarados - 1.275 (9,09%) |  |

## História
.

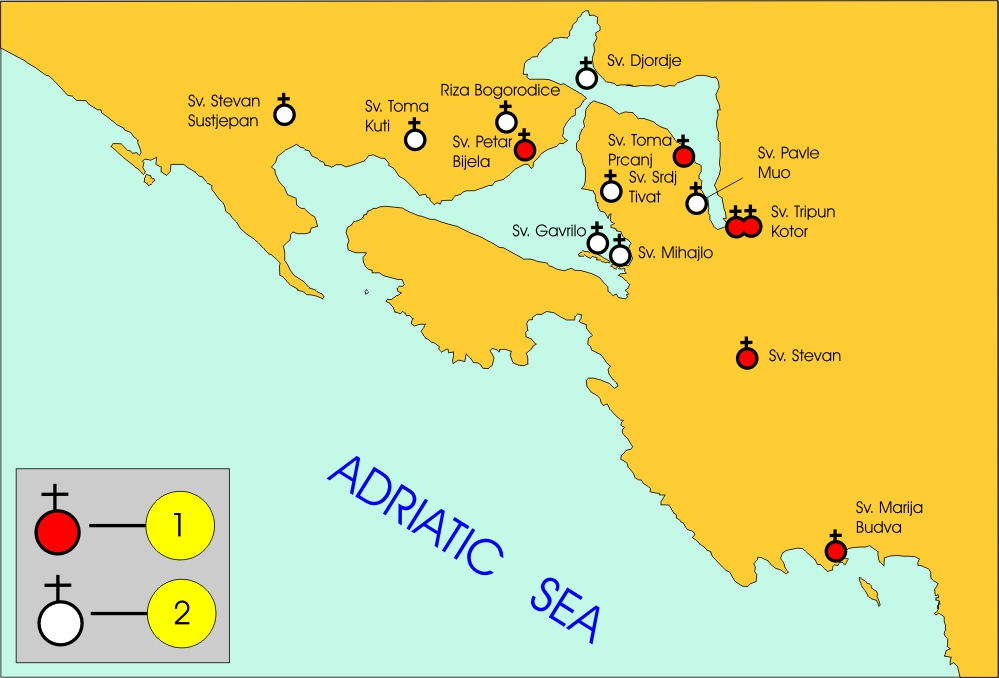
Igrejas na baía de Kotor: 1) do século IX e 2) dos séculos X e XI.

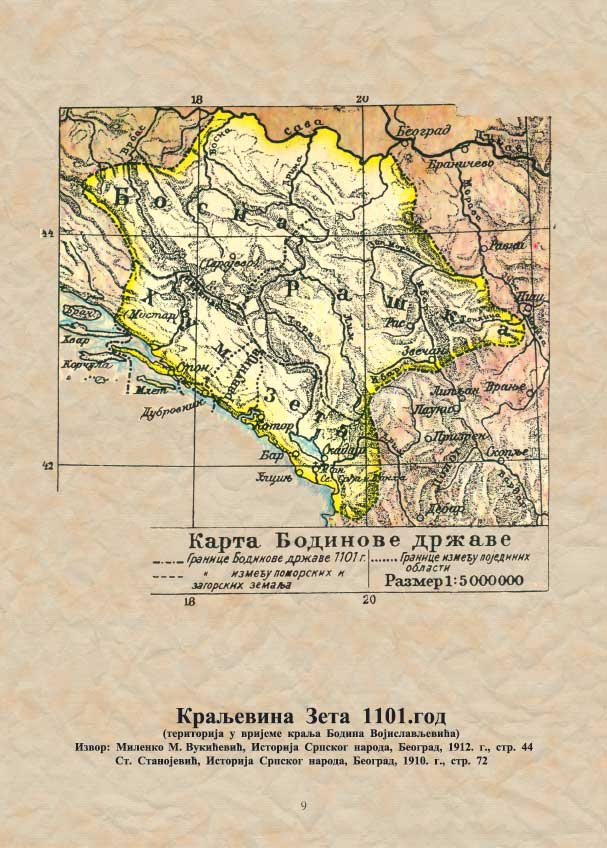
A Baía de Kotor no Principado de Zeta no século XII.

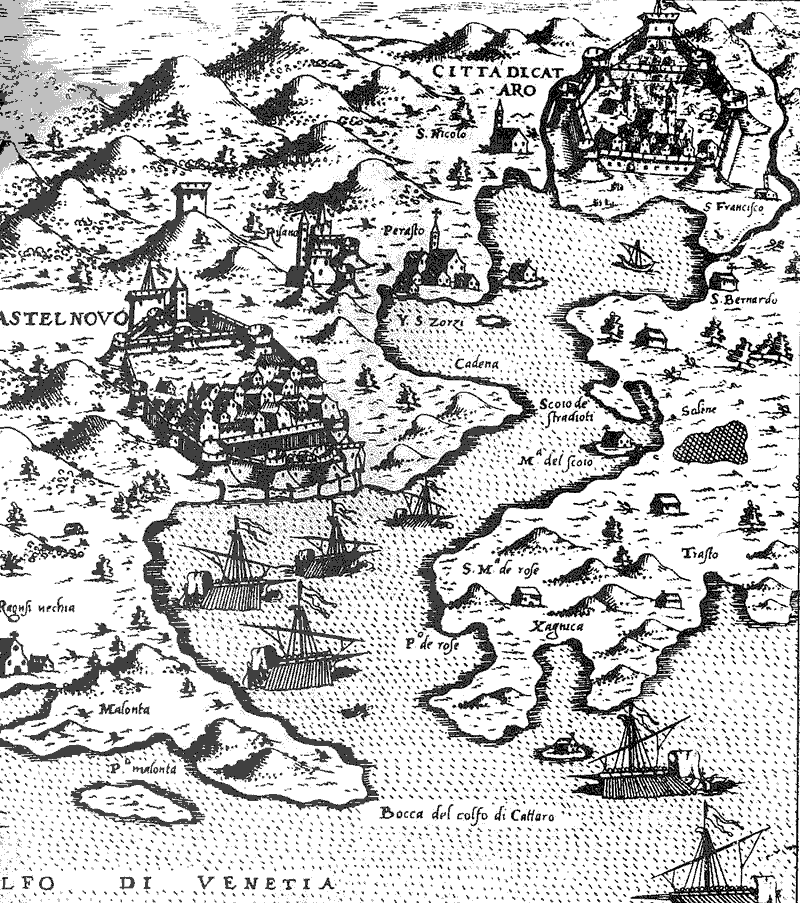
Mapa histórico da baía de Kotor

Os sklavenoi, os eslavos do sul, estabeleceram-se nos Balcãs no século VI. Os sérvios, mencionados nos Anais reais francos de meados do século IX, controlavam grande parte da Dalmácia(«Sorabos, quae natio magnam Dalmatiae partem obtinere dicitur»). Constantino VII Porphyrogennetos em De Administrando Imperio menciona que, dos croatas que vieram para a Dalmácia, uma parte foi separada e passou a governar em Illyricum.

### Idade Média
As tribos eslavas, sérvias, consolidaram-se sob a dinastia Vlastimirović (610-960). Os dois principados de Doclea e Travunia eram mais ou menos adjacentes em Boka. Tal como noutros locais dos Balcãs, os eslavos misturaram-se com a população do romana destas cidades costeiras do Império Bizantino. A Tema da Dalmácia foi estabelecida na década de 870. De acordo com De Administrando Imperio (ca. 960), Risan fazia parte da Travunia, um principado sérvio governado pela família Belojević.
Após o Grande Cisma de 1054, a região costeira esteve sob o domínio de ambas as Igrejas. Em 1171, Stefan Nemanja aliou-se à República de Veneza numa disputa com o Império Bizantino. Os venezianos incitaram os eslavos do leste do Mar Adriático governados pela dinastia Nemanjić a se aliarem à República de Veneza, lançando uma ofensiva contra Kotor. 
A baía ficou então sob o domínio da dinastia Nemanjić. Em 1195, Nemanja e o seu filho Vukan Nemanjić construíram a Igreja de São Luka em Kotor. Em 1219, São Sava fundou a sede da Eparquia de Zeta em Prevlaka,  uma das eparquias da Igreja Ortodoxa Sérvia. 
Devido à sua localização protegida, Kotor tornou-se uma cidade importante para o comércio de sal. A área floresceu durante o século XIV sob o domínio do imperador dos Sérvios Stefan Dušan, Dušan, o Poderoso, que, conhecido pela sua agressividade na aplicação da lei, fez da Baía de Kotor um local particularmente seguro para a realização de negócios.
A cidade de Kotor esteve sob o domínio da dinastia Nemanjić até 1371. Seguiu-se um período de frequentes mudanças políticas na região. Os senhores locais da família nobre Vojinović e da família nobre Balšić lutaram pela influência na região.
Desde 1377, partes do norte da região da Baía ficaram sob o domínio de Tvrtko I Kotromanić, que se proclamou Rei dos Sérvios e da Bósnia. Durante vários anos (1385-1391), a cidade de Kotor também reconheceu a suserania do Reino da Bósnia. Depois de 1391, conquistou a independência política e funcionou como cidade-estado até 1420. A sua frota mercante e a sua importância aumentaram gradualmente, mas também o interesse da poderosa República de Veneza pela cidade e pela região da baía. De 1405 a 1412, travou-se na região a Primeira Guerra de Scutari.

### Domínio veneziano (1420-1797)
Em 1420, a cidade de Kotor reconheceu a suserania veneziana, marcando o início de uma era que duraria até 1797. As partes do norte da região da Baía ainda permaneciam sob o Reino da Bósnia, enquanto as partes do sul eram controladas pelo Senhorio de Zeta, seguido pelo Despotato Sérvio. Entretanto, a Segunda Guerra de Scutari foi travada na região, resultando nos tratados de paz de 1423 e 1426.
Em meados do século XV, a parte norte da região da Baía foi incorporada no Ducado de São Sava. Em 1482, o Império Otomano tomou a cidade de Novi, estabelecendo o seu domínio na parte norte da região da Baía. Sob o domínio otomano, essas regiões foram anexadas ao sanjaco da Herzegovina.
As possessões otomanas na região da baía foram retomadas no final do século XVII e toda a área passou a fazer parte da República de Veneza, integrada na província da Albania Veneta. Até ao século XX, a diferença entre as duas partes era visível, porque a antiga parte otomana tinha uma maioria ortodoxa, enquanto a parte que estava sob o domínio veneziano tinha uma maioria católica.
A cidade de Perast viveu momentos difíceis em 1654, quando os otomanos a atacaram, em represália aos Bokeljs que tinham afundado um navio otomano. A defesa bem sucedida de Perast e da baía pelos Bokeljs foi objeto de atenção em toda a Europa. A defesa bem sucedida dos Bokeljs em Perast e na baía atraiu a atenção de toda a Europa, tendoa cidade merecido por isso a visita de Petar Zrinski, um estadista europeu que tinha travado batalhas dramáticas contra os turcos. Durante a sua estada de três dias em Perast, ofereceu a sua lendária espada à cidade, em reconhecimento dos seus esforços para defender a sua pátria e travar o Império Otomano.
Em 1669, de acordo com Andrija Zmajević, os hajduks da Baía desejavam construir uma igreja, mas a permissão foi-lhes negada devido à intervenção de Zmajević sobre o providur de Kotor e o capitão de Perast. O escritor de viagens otomano Evliya Çelebi visitou a Baía de Kotor e no seu relato mencionou os croatas que viviam em Herceg Novi.

### História moderna
Com o Tratado de Campo Formio (1797), a região da Baía ficou sob o domínio da Monarquia dos Habsburgos. Com a Paz de Pressburg (1805), a região deveria ser transferida para o domínio do Primeiro Império Francês, mas isso só foi efetivamente conseguido após os Tratados de Tilsit (1807). 
Sob o domínio francês, a região da Baía foi incluída no Reino Napoleónico de Itália e, mais tarde, nas Províncias da Ilíria, que faziam parte do Império Francês.
A região foi mais tarde conquistada pelo Montenegro com a ajuda do Império Russo pelo Príncipe-Bispo Petar I Petrović-Njegoš e, em 1813, foi declarada a união da área da baía de Kotor com Montenegro.
Em 1815, a baía foi anexada pelo Império Austríaco e incluída na província do Reino da Dalmácia (parte da Cisleitânia desde 1867). Em 1848, aquando das numerosas revoluções desencadeadas no Império Austríaco, foi realizada uma Assembleia da Baía de Kotor patrocinada por Petar II Petrović-Njegoš de Montenegro, para decidir sobre a proposta de unificação da Baía com o Ban da Croácia, liderado por Josip Jelačić, num Reino Triuno da Croácia, da Eslavónia e da Dalmácia (em croata: Trojedna Kraljevina Hrvatske, Slavonije i Dalmacije) formado pela Dalmácia, Croácia e Eslavónia sob a coroa dos Habsburgos.
O Reino de Montenegro tentou tomar a baía durante a Primeira Guerra Mundial. Kotor foi bombardeada pelo Exército Francês a partir das montanhas de Lovćen, mas, em 1916, a Áustria-Hungria tinha derrotado o Montenegro. Durante o domínio austro-húngaro, a maioria das pessoas participou na Grande Retirada com o Exército Real Sérvio através do Principado da Albânia. Em 7 de novembro de 1918, o exército sérvio entrou na Baía. No espaço de um mês, formou-se o Reino dos Sérvios, Croatas e Eslovenos, que passou a chamar-se Jugoslávia em 1929.
A baía era um município da Dalmácia até ser reorganizada em distritos mais pequenos (os oblasts) em 1922. Foi incorporado no oblast de Cetinje e, a partir de 1939, na Banovina de Zeta.
Tanto a Herzegovina otomana como a austro-húngara tinham uma saída estreita para o mar, a chamada faixa de Sutorina. Em 1945, a faixa foi atribuída ao Montenegro.
De acordo com o recenseamento de 1910, a baía tinha 40 582 habitantes, dos quais 24 794 eram ortodoxos orientais e 14 523 católicos.
A região da Baía foi ocupada pelo Exército Real Italiano durante a Segunda Guerra Mundial em abril de 1941, tendo sido incluída no Governatorato da Dalmácia até setembro de 1943. Desde 1945, fazia parte da República Popular do Montenegro.

## Cultura

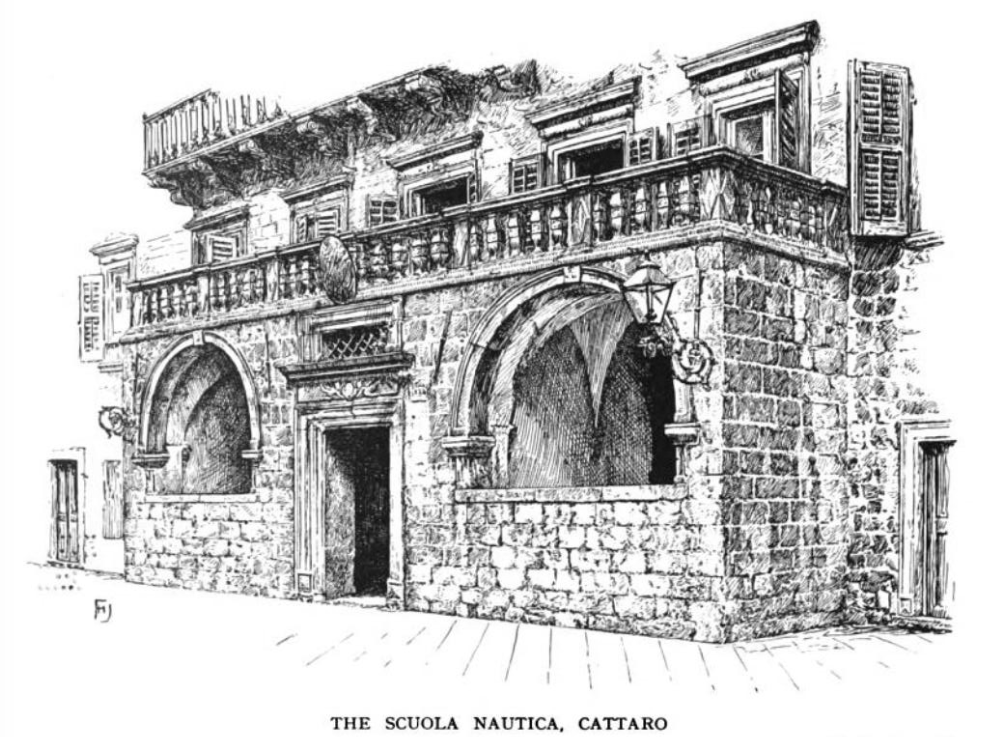
A Scuola Nautica em Kotor, 1908.

A maioria dos habitantes da região são Cristãos Ortodoxos, declarando-se nos formulários de recenseamento como montenegrinos ou sérvios, enquanto uma minoria são croatas. A região interior da Baía está na lista do Património Mundial da UNESCO devido ao seu rico património cultural.
A região de Boka tem uma longa tradição marítima e abrigou uma forte frota desde a Idade Média, que historicamente constituiu a espinha dorsal da economia da baía. Kotor foi sede de uma notável academia naval, a Scuola Nautica. A frota atingiu um máximo de 300 navios no século XVIII, altura em que Boka rivalizava com Dubrovnik e Veneza. Durante o Período Austro-Húngaro, a Baía de Kotor produziu a maioria dos capitães de mar da companhia de navegação Österreichischer Lloyd.
Historicamente, os habitantes de ambas as religiões dominantes da região de Boka eram designados por bocchesi (um exónimo da língua italiana). Em 1806, cerca de dois terços dos bocchesi eram adeptos da ortodoxia oriental e o terço restante era católico. O catolicismo era a fé dominante em Perast. Durante o século XIX, os bocchesi ortodoxos eram fortemente a favor de uma união com o Principado-Bispado de Montenegro, enquanto muitos habitantes católicos eram a favor da continuação do domínio austro-húngaro.
Do lado de terra, longas muralhas vão desde a cidade velha fortificada de Kotor até ao castelo de São João, muito acima; as alturas do Krivošije, um grupo de planaltos estéreis no Monte Orjen, eram coroadas por pequenos fortes.
As margens da baía de Herceg Novi albergam o convento ortodoxo de São Sava (mosteiro de Savina), situado no meio de jardins circundantes. Foi fundado no século XVI e contém muitos exemplares de trabalhos de ourives do século XVII. A cerca de 13 km a leste de Herceg Novi, existe um mosteiro beneditino numa pequena ilha em frente a Perast (Perasto). Perast foi, durante algum tempo, um estado independente no século XIV.

## Personalidades ligadas à região
- Matija Zmajević – construtor naval
- Andrija Paltašić – tipógrafo
- Nikola Modruški – bispo
- Krsto Čorko[26] – capitão de navios
- Petar Želalić[27] – capitão de navios
- Ivan Visin – navegador
- Stjepan Mitrov Ljubiša – político
- Rambo Amadeus – cantor
- Leopold Mandić (1866–1942)
- Osanna of Cattaro (1493–1565)
- Giovanni Bona de Boliris

## Galeria

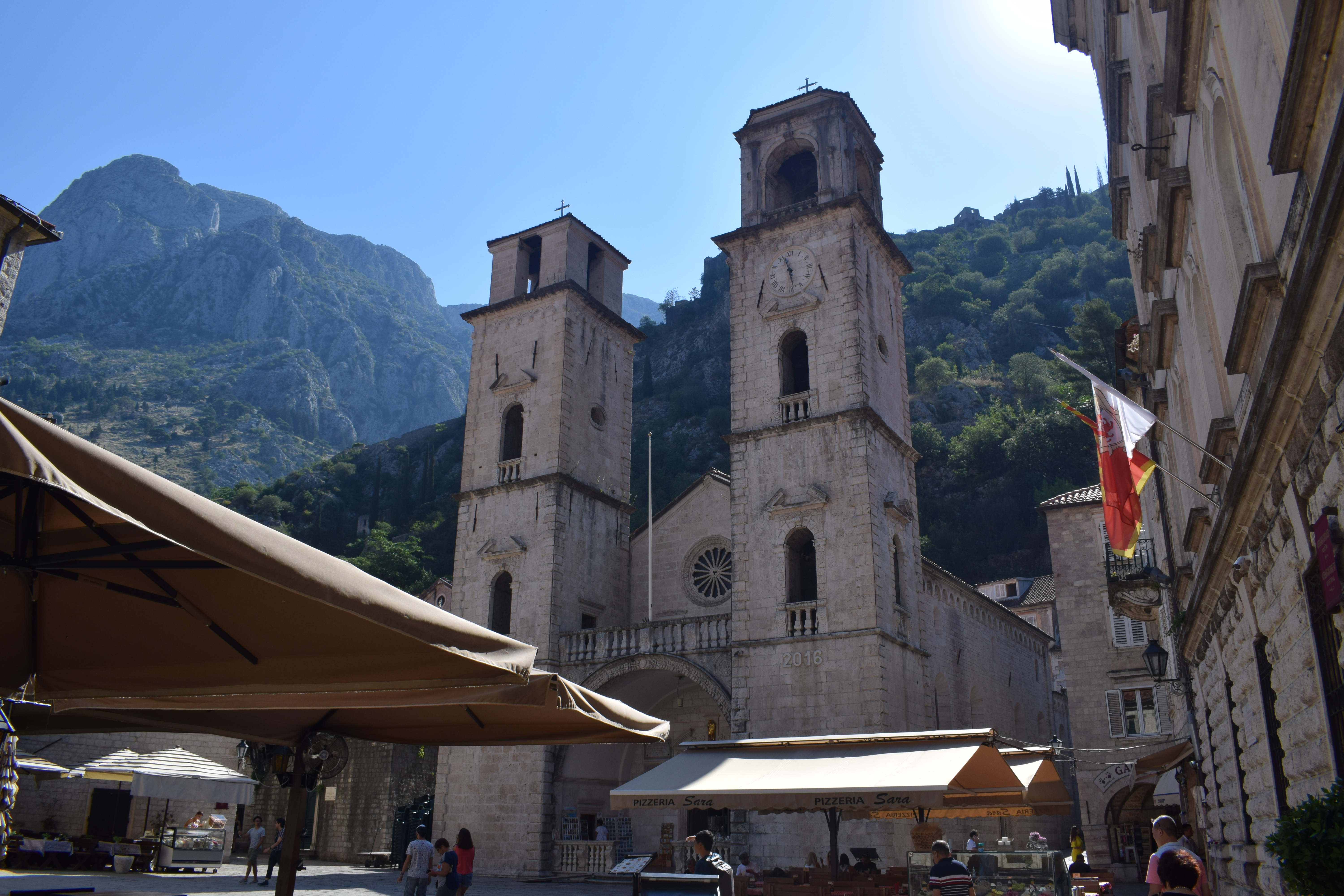
Catedral de São Trifão em Kotor.
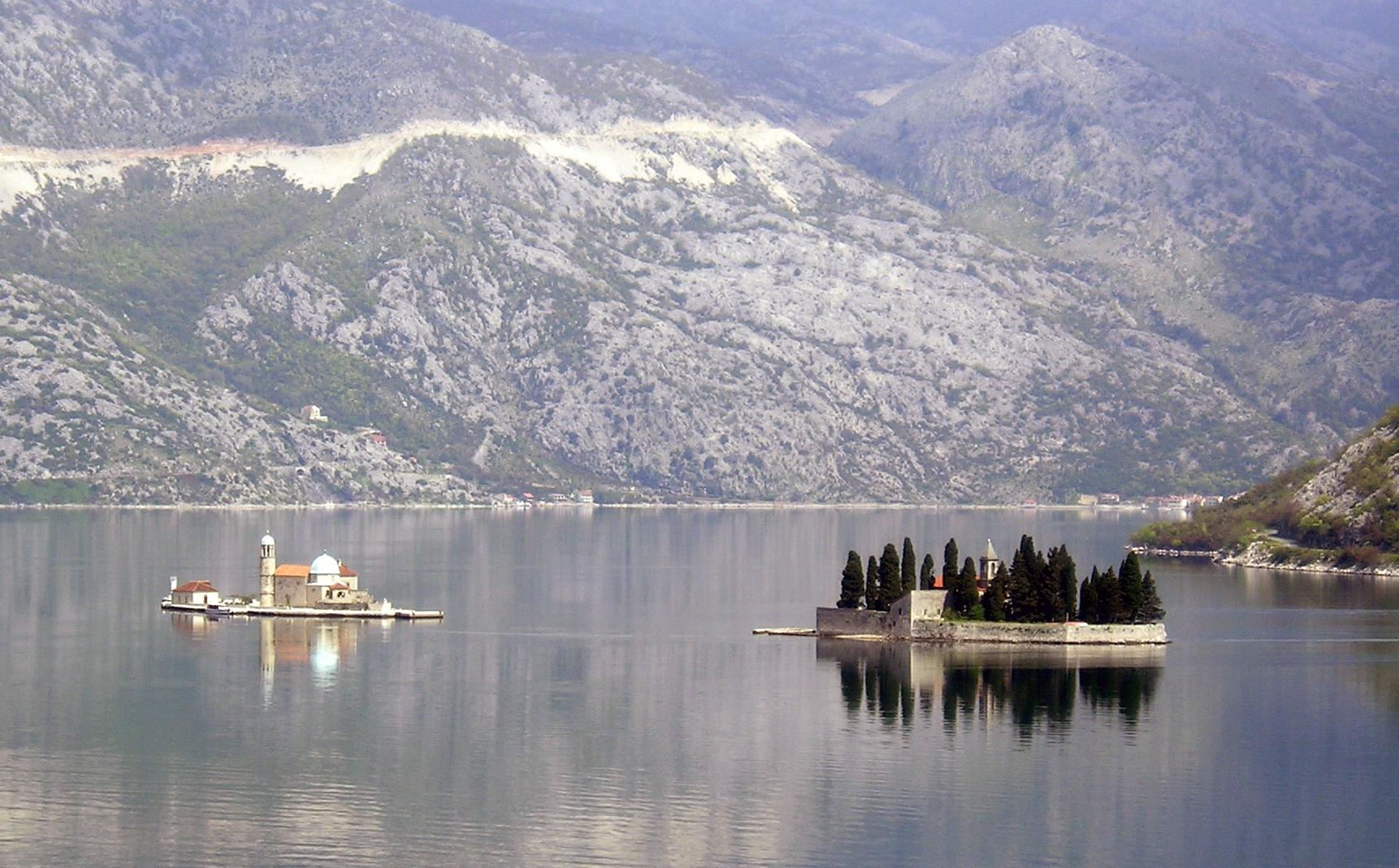
São Jorge e Nossa Senhora dos Rochedos, duas ilhas ao largo de Perast.
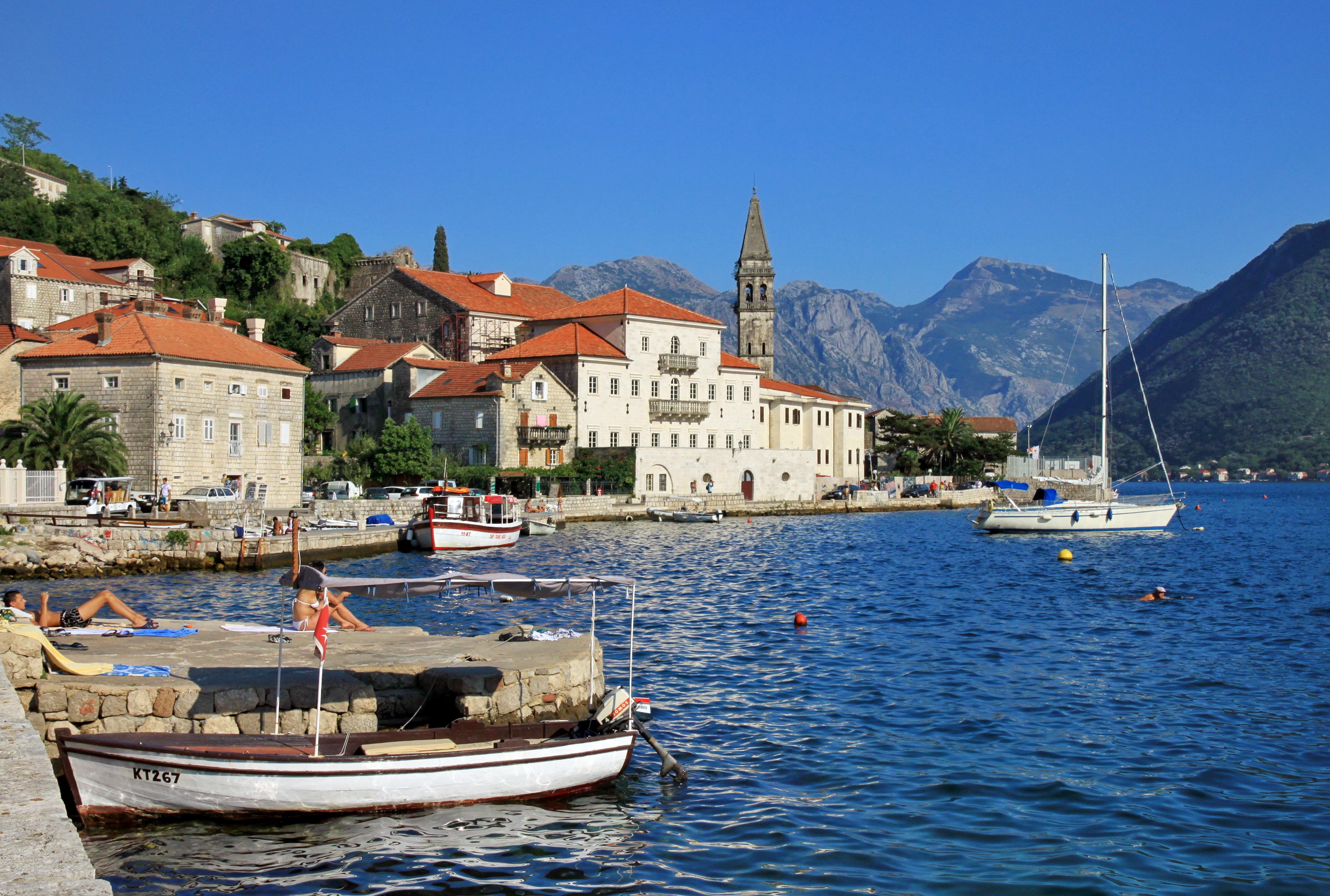
Cidade de Perast, Município de Kotor.
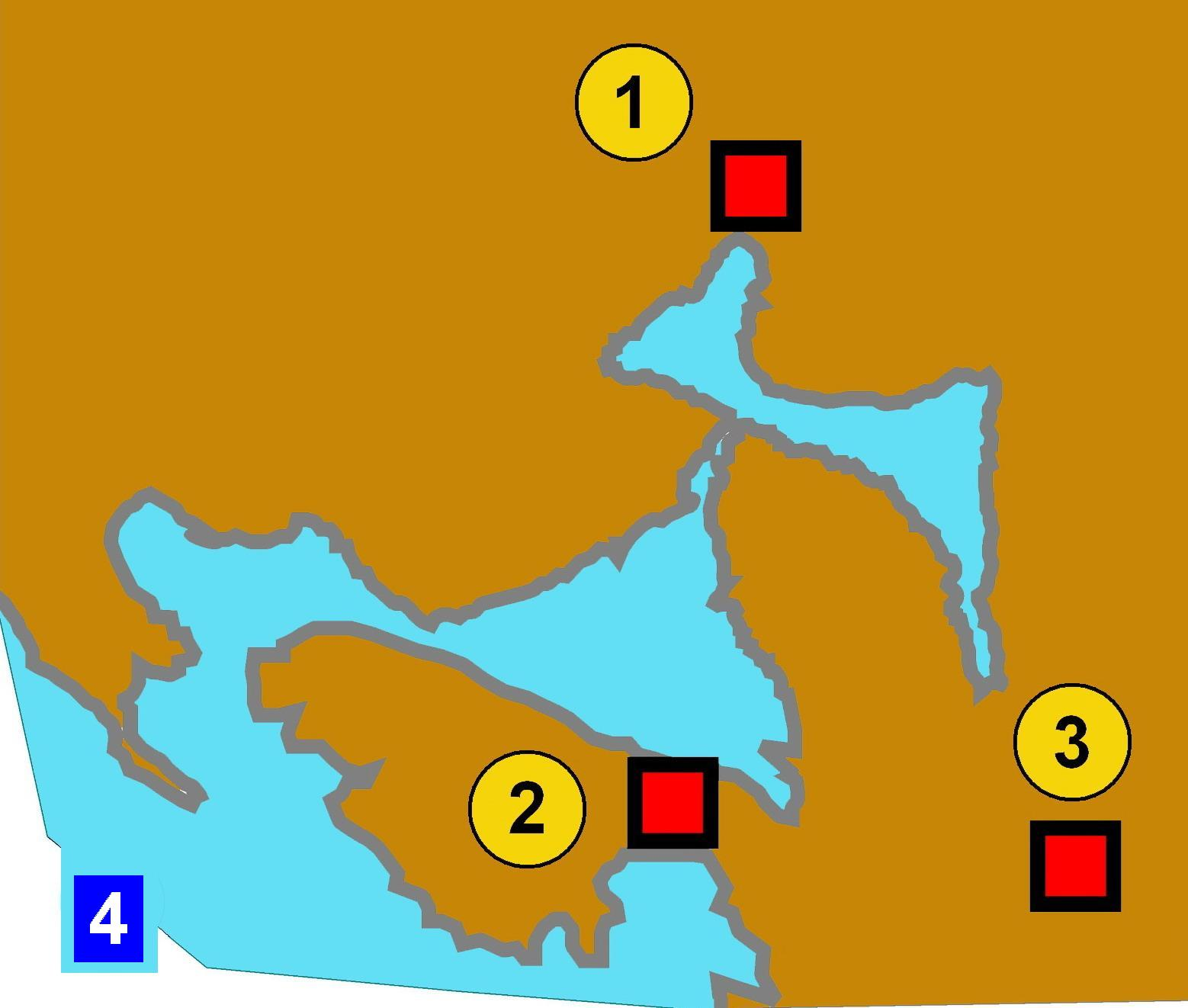
Baía de Kotor e localização das fortalezas ilíricas nas colinas 1) Risan 2) Gosici 3) Kremalj (Mirac).
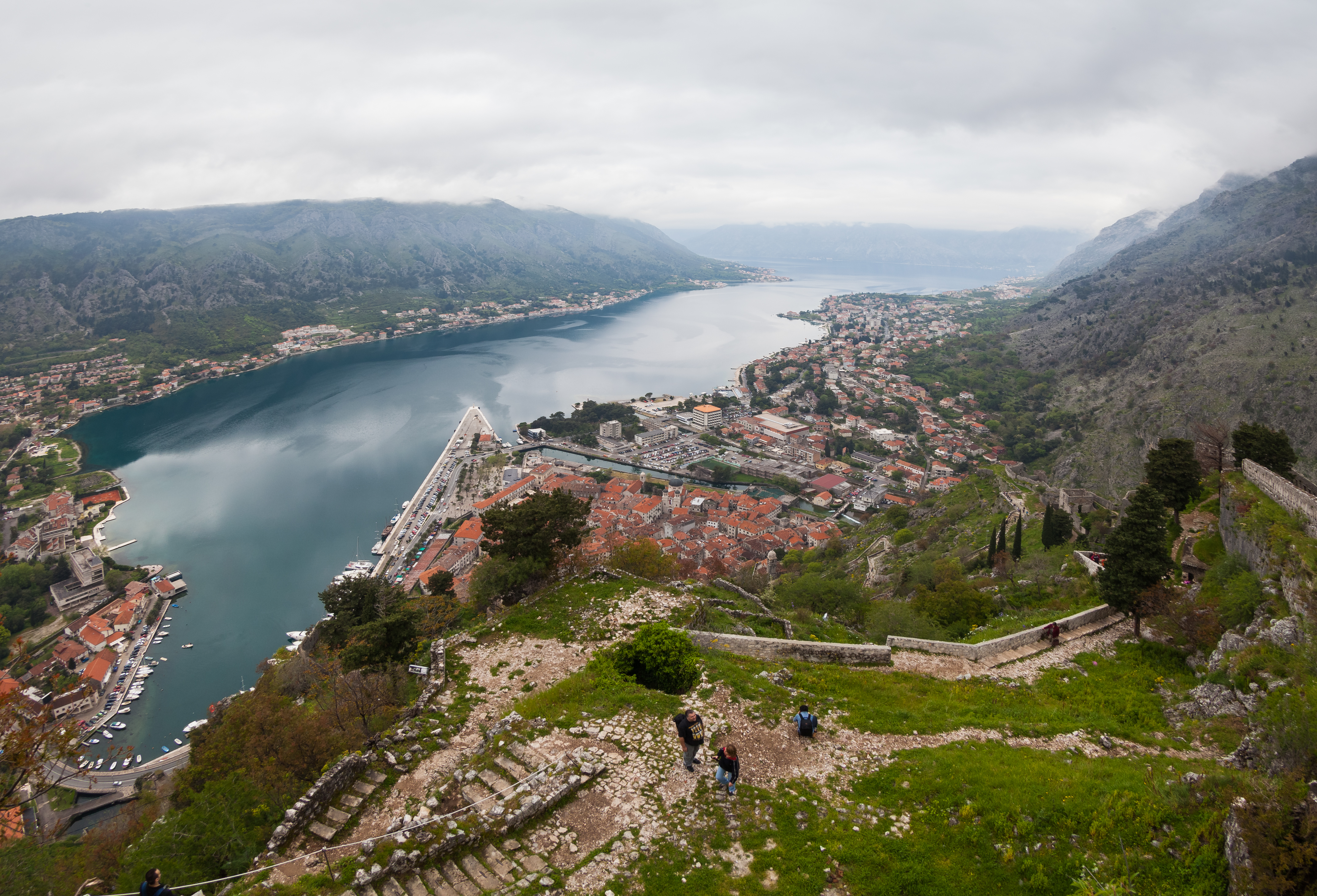
A baía de Kotor vista do Castelo de São João.
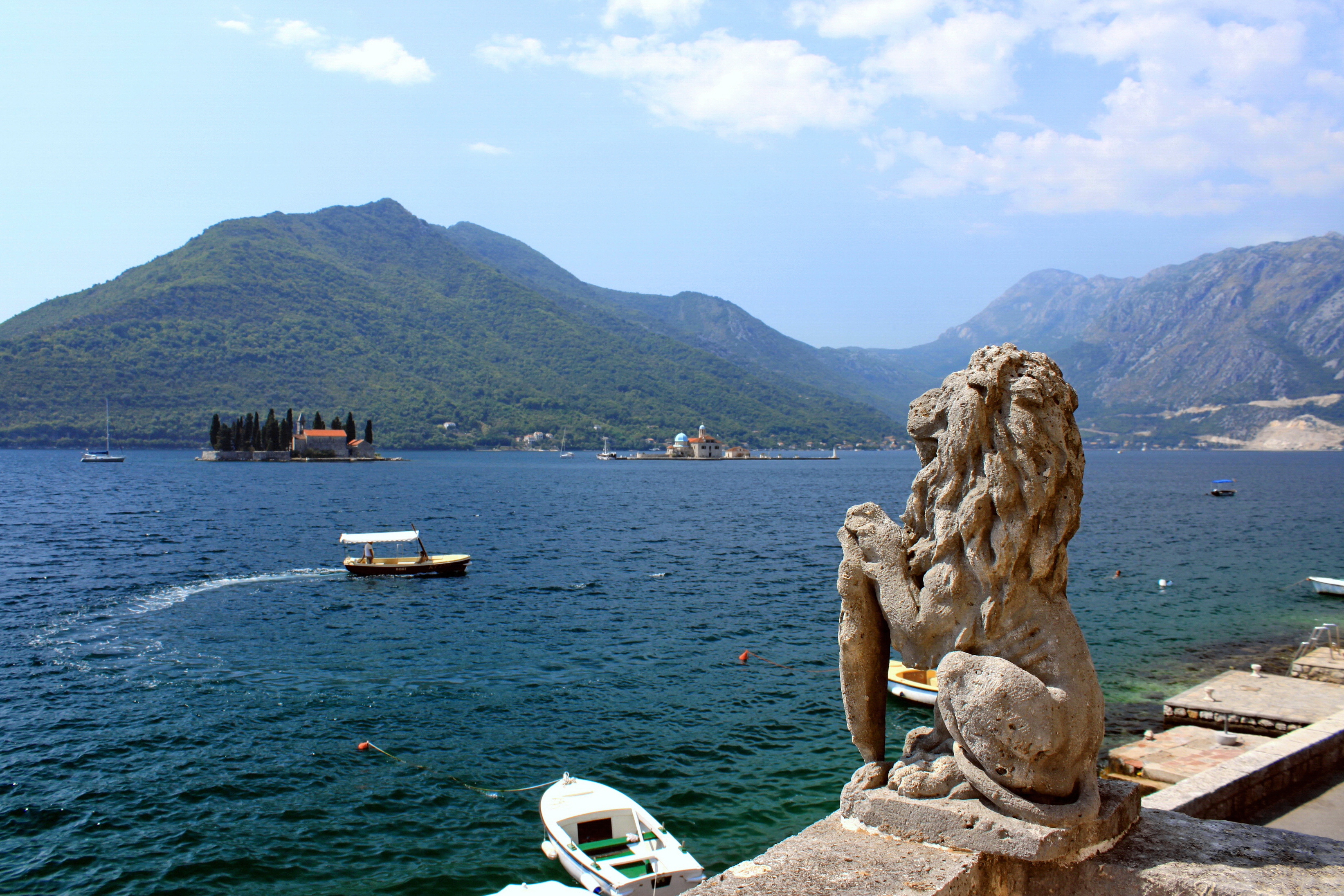
Leão de pedra e a baía de Kotor. Perast, Montenegro.
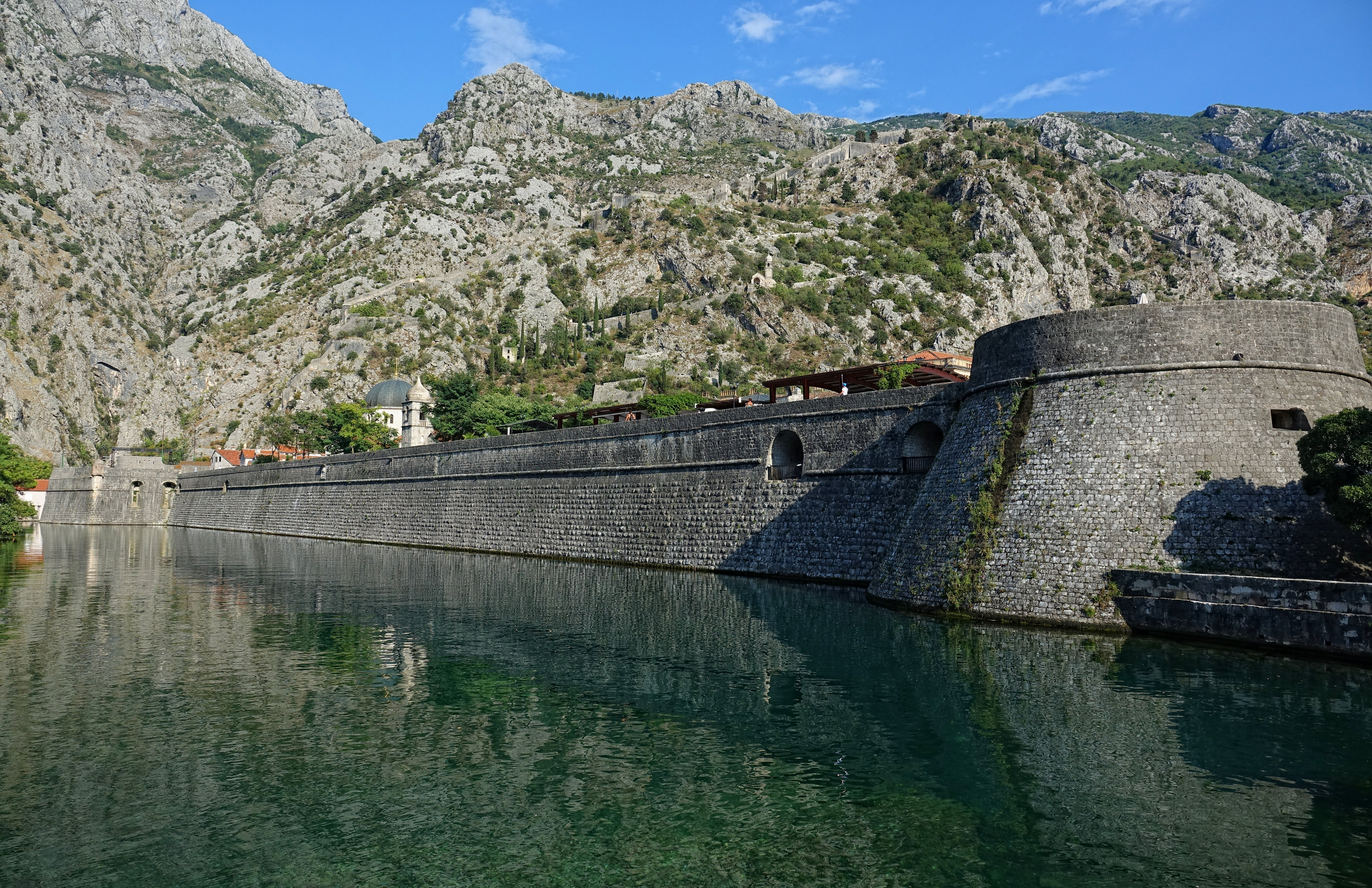
As antigas fortificações de Kotor.
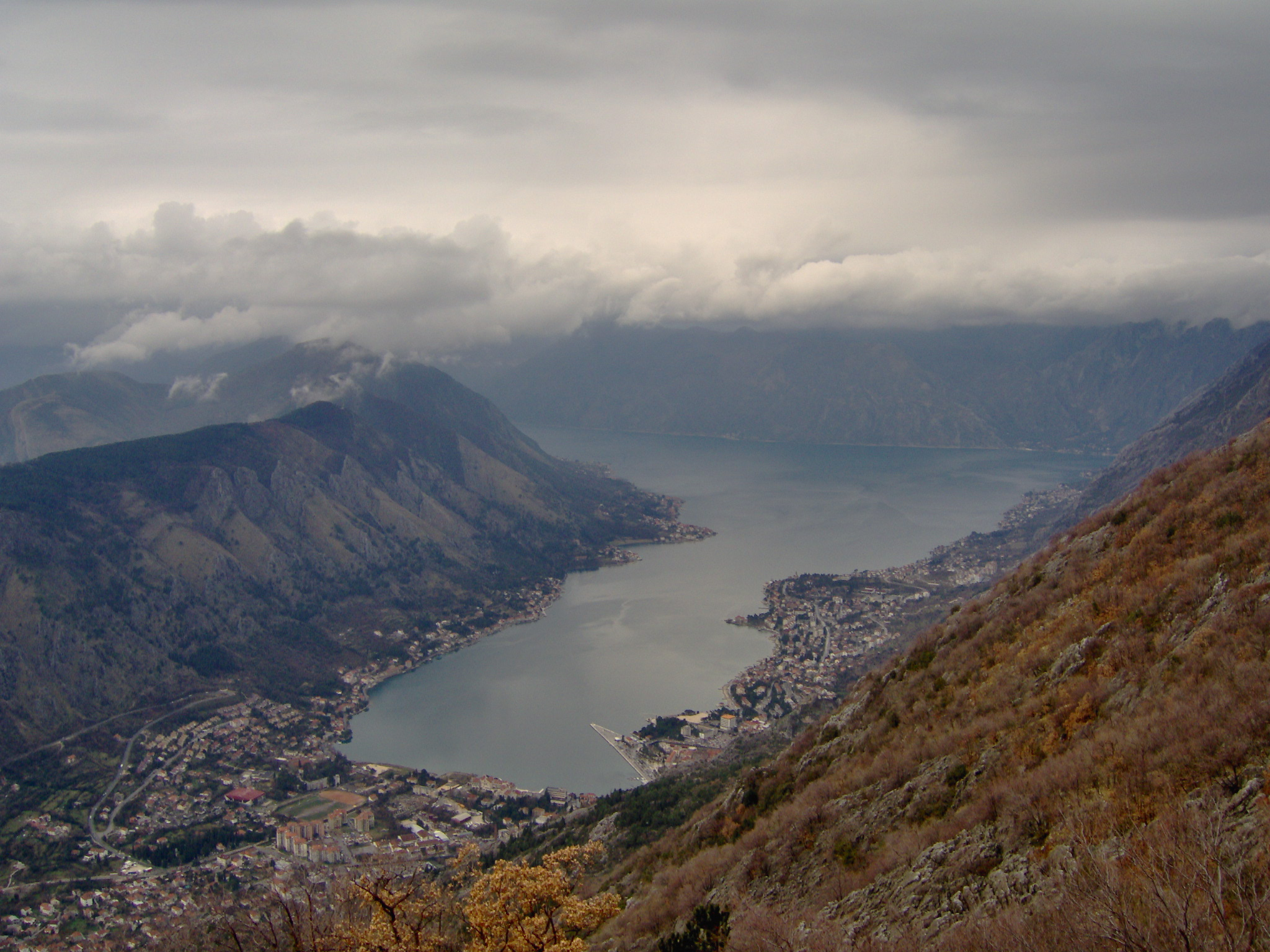
Panorama da Baía de Kotor.
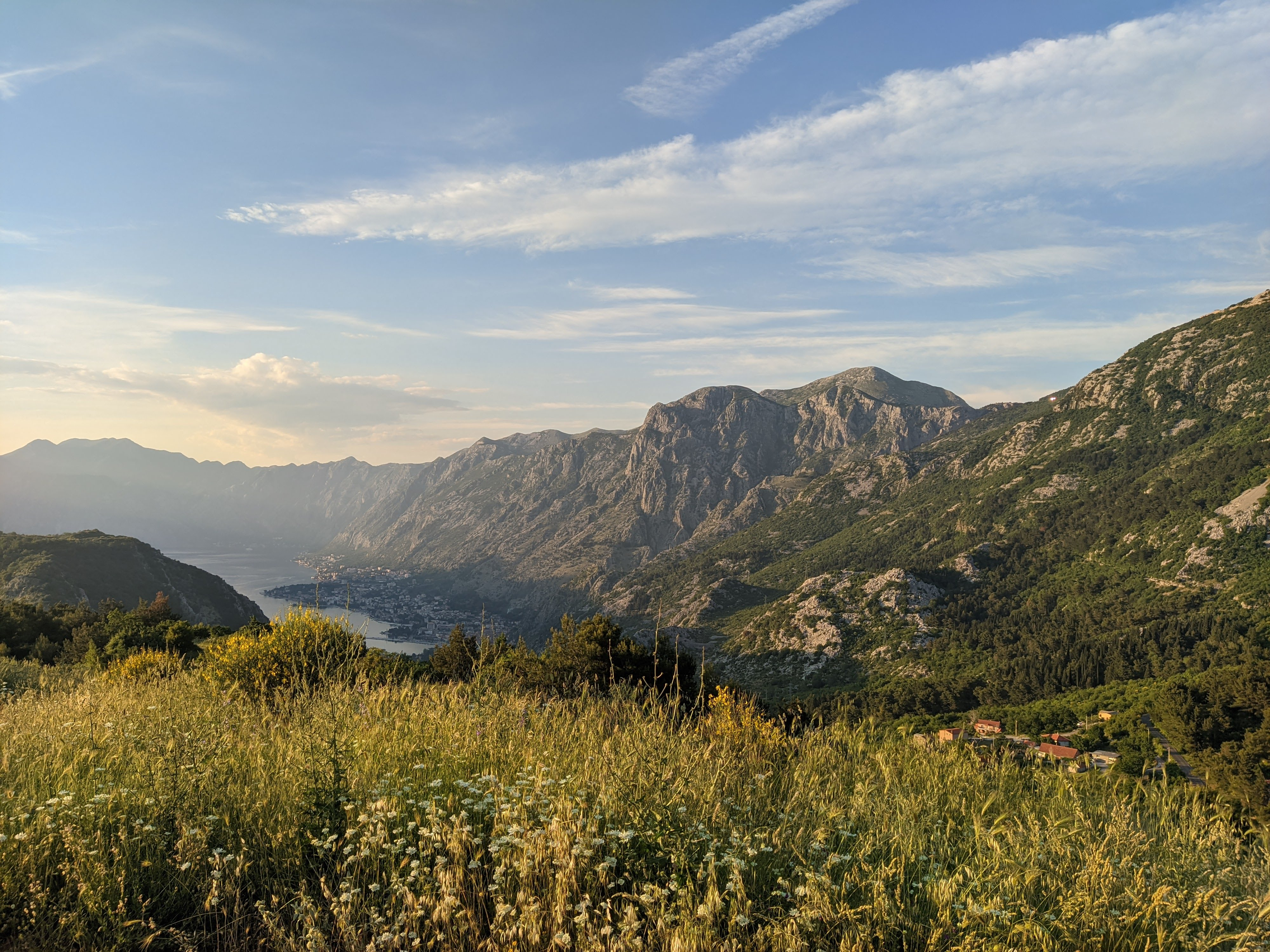
Baía de Kotor, vista da montanha Lovćen.
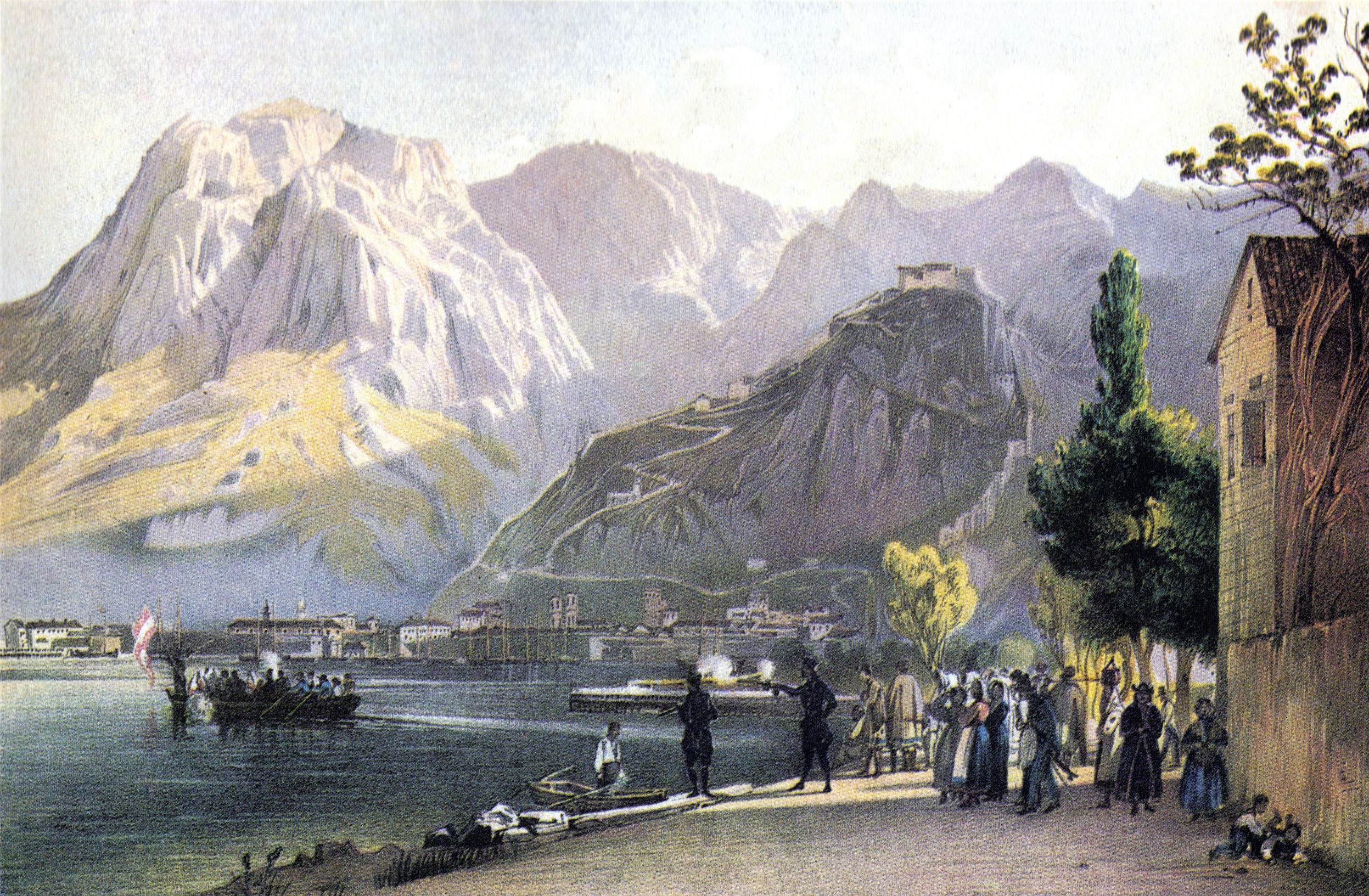
Kotor por volta de 1840.